# Moštveni šport
Moštveni šport se imenuje športna panoga, pri kateri sodeluje več športnikov v dveh ali več skupinah/moštvih, ki sodelujejo, da dosežejo skupni cilj.

## Seznam moštvenih športov
- nogomet
- ameriški nogomet
- avstralski nogomet
- kriket
- rokomet
- košarka
- hokej
- bejzbol
- odbojka
- polo
- vaterpolo
- hokej na travi
- paintball
- petanke
- softball
- airsoft